# Vadim Zviàguintsev
Vadim Víktorovitx Zviàguintsev (Zvjaginsev) (en rus: Вадим Викторович Звягинцев), (Moscou, 18 d'agost de 1976), és un jugador d'escacs rus, que té el títol de Gran Mestre des de 1994.
A la llista d'Elo de la FIDE del desembre de 2021, hi tenia un Elo de 2599 punts, cosa que en feia el jugador número 40 (en actiu) de Rússia, i el 230è millor jugador al rànquing mundial. El seu màxim Elo va ser de 2688 punts, a la llista de gener de 2012 (posició 63 al rànquing mundial).
|  |

## Biografia i resultats destacats en competició
És graduat en econòmiques per la Universitat Estatal de Moscou, el 1996, i va estudiar escacs sota la direcció d'Artur Iussúpov. El 1992, es proclamà Campió d'Europa Sub-16. En l'àmbit dels escacs, s'ha guanyat una creixent reputació de jugador creatiu i artístic, tot i que hom el veu menys sovint que a altres compatriotes, en no haver aconseguit encara penetrar en el circuit de torneigs d'elit. No obstant això, fins ara ha mostrat una gran propensió pels escacs d'atac.
El 1994 fou segon al Torneig Magistral de Pamplona, rere Aleksandr Morozévitx El 1997, al torneig d'eliminació directa pel Campionat del món celebrat a Groningen, va mostrar el seu talent tot eliminant ell sol la major part dels representants estatunidencs, consagrats Grans Mestres. En rondes consecutives, va vèncer Benjamin, Kaidanov i Seirawan, abans de perdre contra el rus Aleksei Dréiev a la quarta ronda. També el 1997, guanyà el 12è Memorial Vidmar a Portorož.
El 1999 fou primer al 1r Torneig Julian Borowski, a Essen (empatat amb Larry Christiansen, Emil Sutovsky i Rustem Dautov). El 2000, fou novament primer a Essen (per davant de Dréiev i Bischoff), i hi triomfà novament el 2002 (aquest cop per davant de Leko). El 2002, participà com a membre de l'equip rus al Matx Rússia vs resta del Món, a Moscou, però hi va tenir un molt mal resultat, en fer la pitjor performance de tots els participants, amb tres derrotes i unes taules, per un total de ½/4 punts. Al Mainz Chess Classic de 2003, hi empatà al 2n lloc rere Aronian, repetint aquesta classificació l'any següent. Al Campionat de Rússia de 2005, hi fou 3r al torneig classificatori de Kazan, i acabà empatat al 4t lloc a la Superfinal.
A finals d'any 2005, va participar en la Copa del món de 2005 a Khanti-Mansisk, un torneig classificatori per al cicle del Campionat del món de 2007, on va tenir una mala actuació i fou eliminat en primera ronda per Yuri Shulman. El 2006, obtingué un destacadíssim 2n lloc ex aequo al Torneig Kàrpov de Poikovsky (rere un rejovenit Xírov).
El 2013 empatà al primer lloc amb 7/9 punts al fort Memorial Txigorin (el campió per desempat fou Oleksandr Aresxenko).

### Estil de joc
Zvjaginsev ha estat descrit com un molt agressiu, el jugador tàctic. Víktor Kortxnoi en una entrevista el va descriure com un jugador molt original, amb una vista inusual sobre la vida, que es reflecteix en els seus escacs. És conegut per col·locar extravagants moviments d'obertura i novetats per tal d'atrapar el seu oponent amb la guàrdia baixa i evitar la teoria establerta i les preparacions casolanes. Per exemple, ha jugat el seu propi antídot contra la defensa siciliana, que condueix la partida a una batalla des del començament: la revolucionària 1. e4 c5 2. Ca3!? va sorprendre tot el món dels escacs, i en especial els Grans Mestres d'elit Khalifman i Ponomariov (ambdós exCampions del món i a qui Zviàguintsev va derrotar amb la seva creació).

### Participació en competicions per equips
Va obtenir dues medalles d'argent, una per equips i una altra d'individual, representant Rússia al Campionat del món per equips de 1997, a Lucerna. El mateix any 1997, participà també a l'equip rus que va guanyar la medalla d'argent al Campionat d'Europa per equips celebrat a Pula, i ell hi guanyà també la medalla d'argent per la seva actuació individual.
A l'Olimpíada de 1994, quan era encara Mestre Internacional, va ajudar l'equip B de Rússia a obtenir una medalla de bronze. Amb l'equip rus absolut, va contribuir a guanyar respectivament una medalla d'or i una d'argent a les Olimpíades d'1998 i 2004.

## Partides notables
|   | a | b | c | d | e | f | g | h |   |
| 8 | d8 negres torre · e8 negres torre · g8 negres rei · b7 negres alfil · d7 negres dama · f7 negres peó · h7 negres peó · a6 negres peó · d6 negres alfil · f6 negres cavall · g6 negres peó · h6 blanques alfil · c5 negres peó · d5 blanques peó · b4 negres peó · e4 negres cavall · e3 blanques cavall · g3 blanques peó · a2 blanques peó · b2 blanques peó · c2 blanques dama · e2 blanques cavall · f2 blanques peó · g2 blanques alfil · h2 blanques peó · a1 blanques torre · d1 blanques torre · g1 blanques rei | d8 negres torre · e8 negres torre · g8 negres rei · b7 negres alfil · d7 negres dama · f7 negres peó · h7 negres peó · a6 negres peó · d6 negres alfil · f6 negres cavall · g6 negres peó · h6 blanques alfil · c5 negres peó · d5 blanques peó · b4 negres peó · e4 negres cavall · e3 blanques cavall · g3 blanques peó · a2 blanques peó · b2 blanques peó · c2 blanques dama · e2 blanques cavall · f2 blanques peó · g2 blanques alfil · h2 blanques peó · a1 blanques torre · d1 blanques torre · g1 blanques rei | d8 negres torre · e8 negres torre · g8 negres rei · b7 negres alfil · d7 negres dama · f7 negres peó · h7 negres peó · a6 negres peó · d6 negres alfil · f6 negres cavall · g6 negres peó · h6 blanques alfil · c5 negres peó · d5 blanques peó · b4 negres peó · e4 negres cavall · e3 blanques cavall · g3 blanques peó · a2 blanques peó · b2 blanques peó · c2 blanques dama · e2 blanques cavall · f2 blanques peó · g2 blanques alfil · h2 blanques peó · a1 blanques torre · d1 blanques torre · g1 blanques rei | d8 negres torre · e8 negres torre · g8 negres rei · b7 negres alfil · d7 negres dama · f7 negres peó · h7 negres peó · a6 negres peó · d6 negres alfil · f6 negres cavall · g6 negres peó · h6 blanques alfil · c5 negres peó · d5 blanques peó · b4 negres peó · e4 negres cavall · e3 blanques cavall · g3 blanques peó · a2 blanques peó · b2 blanques peó · c2 blanques dama · e2 blanques cavall · f2 blanques peó · g2 blanques alfil · h2 blanques peó · a1 blanques torre · d1 blanques torre · g1 blanques rei | d8 negres torre · e8 negres torre · g8 negres rei · b7 negres alfil · d7 negres dama · f7 negres peó · h7 negres peó · a6 negres peó · d6 negres alfil · f6 negres cavall · g6 negres peó · h6 blanques alfil · c5 negres peó · d5 blanques peó · b4 negres peó · e4 negres cavall · e3 blanques cavall · g3 blanques peó · a2 blanques peó · b2 blanques peó · c2 blanques dama · e2 blanques cavall · f2 blanques peó · g2 blanques alfil · h2 blanques peó · a1 blanques torre · d1 blanques torre · g1 blanques rei | d8 negres torre · e8 negres torre · g8 negres rei · b7 negres alfil · d7 negres dama · f7 negres peó · h7 negres peó · a6 negres peó · d6 negres alfil · f6 negres cavall · g6 negres peó · h6 blanques alfil · c5 negres peó · d5 blanques peó · b4 negres peó · e4 negres cavall · e3 blanques cavall · g3 blanques peó · a2 blanques peó · b2 blanques peó · c2 blanques dama · e2 blanques cavall · f2 blanques peó · g2 blanques alfil · h2 blanques peó · a1 blanques torre · d1 blanques torre · g1 blanques rei | d8 negres torre · e8 negres torre · g8 negres rei · b7 negres alfil · d7 negres dama · f7 negres peó · h7 negres peó · a6 negres peó · d6 negres alfil · f6 negres cavall · g6 negres peó · h6 blanques alfil · c5 negres peó · d5 blanques peó · b4 negres peó · e4 negres cavall · e3 blanques cavall · g3 blanques peó · a2 blanques peó · b2 blanques peó · c2 blanques dama · e2 blanques cavall · f2 blanques peó · g2 blanques alfil · h2 blanques peó · a1 blanques torre · d1 blanques torre · g1 blanques rei | d8 negres torre · e8 negres torre · g8 negres rei · b7 negres alfil · d7 negres dama · f7 negres peó · h7 negres peó · a6 negres peó · d6 negres alfil · f6 negres cavall · g6 negres peó · h6 blanques alfil · c5 negres peó · d5 blanques peó · b4 negres peó · e4 negres cavall · e3 blanques cavall · g3 blanques peó · a2 blanques peó · b2 blanques peó · c2 blanques dama · e2 blanques cavall · f2 blanques peó · g2 blanques alfil · h2 blanques peó · a1 blanques torre · d1 blanques torre · g1 blanques rei | 8 |
| 7 | d8 negres torre · e8 negres torre · g8 negres rei · b7 negres alfil · d7 negres dama · f7 negres peó · h7 negres peó · a6 negres peó · d6 negres alfil · f6 negres cavall · g6 negres peó · h6 blanques alfil · c5 negres peó · d5 blanques peó · b4 negres peó · e4 negres cavall · e3 blanques cavall · g3 blanques peó · a2 blanques peó · b2 blanques peó · c2 blanques dama · e2 blanques cavall · f2 blanques peó · g2 blanques alfil · h2 blanques peó · a1 blanques torre · d1 blanques torre · g1 blanques rei | d8 negres torre · e8 negres torre · g8 negres rei · b7 negres alfil · d7 negres dama · f7 negres peó · h7 negres peó · a6 negres peó · d6 negres alfil · f6 negres cavall · g6 negres peó · h6 blanques alfil · c5 negres peó · d5 blanques peó · b4 negres peó · e4 negres cavall · e3 blanques cavall · g3 blanques peó · a2 blanques peó · b2 blanques peó · c2 blanques dama · e2 blanques cavall · f2 blanques peó · g2 blanques alfil · h2 blanques peó · a1 blanques torre · d1 blanques torre · g1 blanques rei | d8 negres torre · e8 negres torre · g8 negres rei · b7 negres alfil · d7 negres dama · f7 negres peó · h7 negres peó · a6 negres peó · d6 negres alfil · f6 negres cavall · g6 negres peó · h6 blanques alfil · c5 negres peó · d5 blanques peó · b4 negres peó · e4 negres cavall · e3 blanques cavall · g3 blanques peó · a2 blanques peó · b2 blanques peó · c2 blanques dama · e2 blanques cavall · f2 blanques peó · g2 blanques alfil · h2 blanques peó · a1 blanques torre · d1 blanques torre · g1 blanques rei | d8 negres torre · e8 negres torre · g8 negres rei · b7 negres alfil · d7 negres dama · f7 negres peó · h7 negres peó · a6 negres peó · d6 negres alfil · f6 negres cavall · g6 negres peó · h6 blanques alfil · c5 negres peó · d5 blanques peó · b4 negres peó · e4 negres cavall · e3 blanques cavall · g3 blanques peó · a2 blanques peó · b2 blanques peó · c2 blanques dama · e2 blanques cavall · f2 blanques peó · g2 blanques alfil · h2 blanques peó · a1 blanques torre · d1 blanques torre · g1 blanques rei | d8 negres torre · e8 negres torre · g8 negres rei · b7 negres alfil · d7 negres dama · f7 negres peó · h7 negres peó · a6 negres peó · d6 negres alfil · f6 negres cavall · g6 negres peó · h6 blanques alfil · c5 negres peó · d5 blanques peó · b4 negres peó · e4 negres cavall · e3 blanques cavall · g3 blanques peó · a2 blanques peó · b2 blanques peó · c2 blanques dama · e2 blanques cavall · f2 blanques peó · g2 blanques alfil · h2 blanques peó · a1 blanques torre · d1 blanques torre · g1 blanques rei | d8 negres torre · e8 negres torre · g8 negres rei · b7 negres alfil · d7 negres dama · f7 negres peó · h7 negres peó · a6 negres peó · d6 negres alfil · f6 negres cavall · g6 negres peó · h6 blanques alfil · c5 negres peó · d5 blanques peó · b4 negres peó · e4 negres cavall · e3 blanques cavall · g3 blanques peó · a2 blanques peó · b2 blanques peó · c2 blanques dama · e2 blanques cavall · f2 blanques peó · g2 blanques alfil · h2 blanques peó · a1 blanques torre · d1 blanques torre · g1 blanques rei | d8 negres torre · e8 negres torre · g8 negres rei · b7 negres alfil · d7 negres dama · f7 negres peó · h7 negres peó · a6 negres peó · d6 negres alfil · f6 negres cavall · g6 negres peó · h6 blanques alfil · c5 negres peó · d5 blanques peó · b4 negres peó · e4 negres cavall · e3 blanques cavall · g3 blanques peó · a2 blanques peó · b2 blanques peó · c2 blanques dama · e2 blanques cavall · f2 blanques peó · g2 blanques alfil · h2 blanques peó · a1 blanques torre · d1 blanques torre · g1 blanques rei | d8 negres torre · e8 negres torre · g8 negres rei · b7 negres alfil · d7 negres dama · f7 negres peó · h7 negres peó · a6 negres peó · d6 negres alfil · f6 negres cavall · g6 negres peó · h6 blanques alfil · c5 negres peó · d5 blanques peó · b4 negres peó · e4 negres cavall · e3 blanques cavall · g3 blanques peó · a2 blanques peó · b2 blanques peó · c2 blanques dama · e2 blanques cavall · f2 blanques peó · g2 blanques alfil · h2 blanques peó · a1 blanques torre · d1 blanques torre · g1 blanques rei | 7 |
| 6 | d8 negres torre · e8 negres torre · g8 negres rei · b7 negres alfil · d7 negres dama · f7 negres peó · h7 negres peó · a6 negres peó · d6 negres alfil · f6 negres cavall · g6 negres peó · h6 blanques alfil · c5 negres peó · d5 blanques peó · b4 negres peó · e4 negres cavall · e3 blanques cavall · g3 blanques peó · a2 blanques peó · b2 blanques peó · c2 blanques dama · e2 blanques cavall · f2 blanques peó · g2 blanques alfil · h2 blanques peó · a1 blanques torre · d1 blanques torre · g1 blanques rei | d8 negres torre · e8 negres torre · g8 negres rei · b7 negres alfil · d7 negres dama · f7 negres peó · h7 negres peó · a6 negres peó · d6 negres alfil · f6 negres cavall · g6 negres peó · h6 blanques alfil · c5 negres peó · d5 blanques peó · b4 negres peó · e4 negres cavall · e3 blanques cavall · g3 blanques peó · a2 blanques peó · b2 blanques peó · c2 blanques dama · e2 blanques cavall · f2 blanques peó · g2 blanques alfil · h2 blanques peó · a1 blanques torre · d1 blanques torre · g1 blanques rei | d8 negres torre · e8 negres torre · g8 negres rei · b7 negres alfil · d7 negres dama · f7 negres peó · h7 negres peó · a6 negres peó · d6 negres alfil · f6 negres cavall · g6 negres peó · h6 blanques alfil · c5 negres peó · d5 blanques peó · b4 negres peó · e4 negres cavall · e3 blanques cavall · g3 blanques peó · a2 blanques peó · b2 blanques peó · c2 blanques dama · e2 blanques cavall · f2 blanques peó · g2 blanques alfil · h2 blanques peó · a1 blanques torre · d1 blanques torre · g1 blanques rei | d8 negres torre · e8 negres torre · g8 negres rei · b7 negres alfil · d7 negres dama · f7 negres peó · h7 negres peó · a6 negres peó · d6 negres alfil · f6 negres cavall · g6 negres peó · h6 blanques alfil · c5 negres peó · d5 blanques peó · b4 negres peó · e4 negres cavall · e3 blanques cavall · g3 blanques peó · a2 blanques peó · b2 blanques peó · c2 blanques dama · e2 blanques cavall · f2 blanques peó · g2 blanques alfil · h2 blanques peó · a1 blanques torre · d1 blanques torre · g1 blanques rei | d8 negres torre · e8 negres torre · g8 negres rei · b7 negres alfil · d7 negres dama · f7 negres peó · h7 negres peó · a6 negres peó · d6 negres alfil · f6 negres cavall · g6 negres peó · h6 blanques alfil · c5 negres peó · d5 blanques peó · b4 negres peó · e4 negres cavall · e3 blanques cavall · g3 blanques peó · a2 blanques peó · b2 blanques peó · c2 blanques dama · e2 blanques cavall · f2 blanques peó · g2 blanques alfil · h2 blanques peó · a1 blanques torre · d1 blanques torre · g1 blanques rei | d8 negres torre · e8 negres torre · g8 negres rei · b7 negres alfil · d7 negres dama · f7 negres peó · h7 negres peó · a6 negres peó · d6 negres alfil · f6 negres cavall · g6 negres peó · h6 blanques alfil · c5 negres peó · d5 blanques peó · b4 negres peó · e4 negres cavall · e3 blanques cavall · g3 blanques peó · a2 blanques peó · b2 blanques peó · c2 blanques dama · e2 blanques cavall · f2 blanques peó · g2 blanques alfil · h2 blanques peó · a1 blanques torre · d1 blanques torre · g1 blanques rei | d8 negres torre · e8 negres torre · g8 negres rei · b7 negres alfil · d7 negres dama · f7 negres peó · h7 negres peó · a6 negres peó · d6 negres alfil · f6 negres cavall · g6 negres peó · h6 blanques alfil · c5 negres peó · d5 blanques peó · b4 negres peó · e4 negres cavall · e3 blanques cavall · g3 blanques peó · a2 blanques peó · b2 blanques peó · c2 blanques dama · e2 blanques cavall · f2 blanques peó · g2 blanques alfil · h2 blanques peó · a1 blanques torre · d1 blanques torre · g1 blanques rei | d8 negres torre · e8 negres torre · g8 negres rei · b7 negres alfil · d7 negres dama · f7 negres peó · h7 negres peó · a6 negres peó · d6 negres alfil · f6 negres cavall · g6 negres peó · h6 blanques alfil · c5 negres peó · d5 blanques peó · b4 negres peó · e4 negres cavall · e3 blanques cavall · g3 blanques peó · a2 blanques peó · b2 blanques peó · c2 blanques dama · e2 blanques cavall · f2 blanques peó · g2 blanques alfil · h2 blanques peó · a1 blanques torre · d1 blanques torre · g1 blanques rei | 6 |
| 5 | d8 negres torre · e8 negres torre · g8 negres rei · b7 negres alfil · d7 negres dama · f7 negres peó · h7 negres peó · a6 negres peó · d6 negres alfil · f6 negres cavall · g6 negres peó · h6 blanques alfil · c5 negres peó · d5 blanques peó · b4 negres peó · e4 negres cavall · e3 blanques cavall · g3 blanques peó · a2 blanques peó · b2 blanques peó · c2 blanques dama · e2 blanques cavall · f2 blanques peó · g2 blanques alfil · h2 blanques peó · a1 blanques torre · d1 blanques torre · g1 blanques rei | d8 negres torre · e8 negres torre · g8 negres rei · b7 negres alfil · d7 negres dama · f7 negres peó · h7 negres peó · a6 negres peó · d6 negres alfil · f6 negres cavall · g6 negres peó · h6 blanques alfil · c5 negres peó · d5 blanques peó · b4 negres peó · e4 negres cavall · e3 blanques cavall · g3 blanques peó · a2 blanques peó · b2 blanques peó · c2 blanques dama · e2 blanques cavall · f2 blanques peó · g2 blanques alfil · h2 blanques peó · a1 blanques torre · d1 blanques torre · g1 blanques rei | d8 negres torre · e8 negres torre · g8 negres rei · b7 negres alfil · d7 negres dama · f7 negres peó · h7 negres peó · a6 negres peó · d6 negres alfil · f6 negres cavall · g6 negres peó · h6 blanques alfil · c5 negres peó · d5 blanques peó · b4 negres peó · e4 negres cavall · e3 blanques cavall · g3 blanques peó · a2 blanques peó · b2 blanques peó · c2 blanques dama · e2 blanques cavall · f2 blanques peó · g2 blanques alfil · h2 blanques peó · a1 blanques torre · d1 blanques torre · g1 blanques rei | d8 negres torre · e8 negres torre · g8 negres rei · b7 negres alfil · d7 negres dama · f7 negres peó · h7 negres peó · a6 negres peó · d6 negres alfil · f6 negres cavall · g6 negres peó · h6 blanques alfil · c5 negres peó · d5 blanques peó · b4 negres peó · e4 negres cavall · e3 blanques cavall · g3 blanques peó · a2 blanques peó · b2 blanques peó · c2 blanques dama · e2 blanques cavall · f2 blanques peó · g2 blanques alfil · h2 blanques peó · a1 blanques torre · d1 blanques torre · g1 blanques rei | d8 negres torre · e8 negres torre · g8 negres rei · b7 negres alfil · d7 negres dama · f7 negres peó · h7 negres peó · a6 negres peó · d6 negres alfil · f6 negres cavall · g6 negres peó · h6 blanques alfil · c5 negres peó · d5 blanques peó · b4 negres peó · e4 negres cavall · e3 blanques cavall · g3 blanques peó · a2 blanques peó · b2 blanques peó · c2 blanques dama · e2 blanques cavall · f2 blanques peó · g2 blanques alfil · h2 blanques peó · a1 blanques torre · d1 blanques torre · g1 blanques rei | d8 negres torre · e8 negres torre · g8 negres rei · b7 negres alfil · d7 negres dama · f7 negres peó · h7 negres peó · a6 negres peó · d6 negres alfil · f6 negres cavall · g6 negres peó · h6 blanques alfil · c5 negres peó · d5 blanques peó · b4 negres peó · e4 negres cavall · e3 blanques cavall · g3 blanques peó · a2 blanques peó · b2 blanques peó · c2 blanques dama · e2 blanques cavall · f2 blanques peó · g2 blanques alfil · h2 blanques peó · a1 blanques torre · d1 blanques torre · g1 blanques rei | d8 negres torre · e8 negres torre · g8 negres rei · b7 negres alfil · d7 negres dama · f7 negres peó · h7 negres peó · a6 negres peó · d6 negres alfil · f6 negres cavall · g6 negres peó · h6 blanques alfil · c5 negres peó · d5 blanques peó · b4 negres peó · e4 negres cavall · e3 blanques cavall · g3 blanques peó · a2 blanques peó · b2 blanques peó · c2 blanques dama · e2 blanques cavall · f2 blanques peó · g2 blanques alfil · h2 blanques peó · a1 blanques torre · d1 blanques torre · g1 blanques rei | d8 negres torre · e8 negres torre · g8 negres rei · b7 negres alfil · d7 negres dama · f7 negres peó · h7 negres peó · a6 negres peó · d6 negres alfil · f6 negres cavall · g6 negres peó · h6 blanques alfil · c5 negres peó · d5 blanques peó · b4 negres peó · e4 negres cavall · e3 blanques cavall · g3 blanques peó · a2 blanques peó · b2 blanques peó · c2 blanques dama · e2 blanques cavall · f2 blanques peó · g2 blanques alfil · h2 blanques peó · a1 blanques torre · d1 blanques torre · g1 blanques rei | 5 |
| 4 | d8 negres torre · e8 negres torre · g8 negres rei · b7 negres alfil · d7 negres dama · f7 negres peó · h7 negres peó · a6 negres peó · d6 negres alfil · f6 negres cavall · g6 negres peó · h6 blanques alfil · c5 negres peó · d5 blanques peó · b4 negres peó · e4 negres cavall · e3 blanques cavall · g3 blanques peó · a2 blanques peó · b2 blanques peó · c2 blanques dama · e2 blanques cavall · f2 blanques peó · g2 blanques alfil · h2 blanques peó · a1 blanques torre · d1 blanques torre · g1 blanques rei | d8 negres torre · e8 negres torre · g8 negres rei · b7 negres alfil · d7 negres dama · f7 negres peó · h7 negres peó · a6 negres peó · d6 negres alfil · f6 negres cavall · g6 negres peó · h6 blanques alfil · c5 negres peó · d5 blanques peó · b4 negres peó · e4 negres cavall · e3 blanques cavall · g3 blanques peó · a2 blanques peó · b2 blanques peó · c2 blanques dama · e2 blanques cavall · f2 blanques peó · g2 blanques alfil · h2 blanques peó · a1 blanques torre · d1 blanques torre · g1 blanques rei | d8 negres torre · e8 negres torre · g8 negres rei · b7 negres alfil · d7 negres dama · f7 negres peó · h7 negres peó · a6 negres peó · d6 negres alfil · f6 negres cavall · g6 negres peó · h6 blanques alfil · c5 negres peó · d5 blanques peó · b4 negres peó · e4 negres cavall · e3 blanques cavall · g3 blanques peó · a2 blanques peó · b2 blanques peó · c2 blanques dama · e2 blanques cavall · f2 blanques peó · g2 blanques alfil · h2 blanques peó · a1 blanques torre · d1 blanques torre · g1 blanques rei | d8 negres torre · e8 negres torre · g8 negres rei · b7 negres alfil · d7 negres dama · f7 negres peó · h7 negres peó · a6 negres peó · d6 negres alfil · f6 negres cavall · g6 negres peó · h6 blanques alfil · c5 negres peó · d5 blanques peó · b4 negres peó · e4 negres cavall · e3 blanques cavall · g3 blanques peó · a2 blanques peó · b2 blanques peó · c2 blanques dama · e2 blanques cavall · f2 blanques peó · g2 blanques alfil · h2 blanques peó · a1 blanques torre · d1 blanques torre · g1 blanques rei | d8 negres torre · e8 negres torre · g8 negres rei · b7 negres alfil · d7 negres dama · f7 negres peó · h7 negres peó · a6 negres peó · d6 negres alfil · f6 negres cavall · g6 negres peó · h6 blanques alfil · c5 negres peó · d5 blanques peó · b4 negres peó · e4 negres cavall · e3 blanques cavall · g3 blanques peó · a2 blanques peó · b2 blanques peó · c2 blanques dama · e2 blanques cavall · f2 blanques peó · g2 blanques alfil · h2 blanques peó · a1 blanques torre · d1 blanques torre · g1 blanques rei | d8 negres torre · e8 negres torre · g8 negres rei · b7 negres alfil · d7 negres dama · f7 negres peó · h7 negres peó · a6 negres peó · d6 negres alfil · f6 negres cavall · g6 negres peó · h6 blanques alfil · c5 negres peó · d5 blanques peó · b4 negres peó · e4 negres cavall · e3 blanques cavall · g3 blanques peó · a2 blanques peó · b2 blanques peó · c2 blanques dama · e2 blanques cavall · f2 blanques peó · g2 blanques alfil · h2 blanques peó · a1 blanques torre · d1 blanques torre · g1 blanques rei | d8 negres torre · e8 negres torre · g8 negres rei · b7 negres alfil · d7 negres dama · f7 negres peó · h7 negres peó · a6 negres peó · d6 negres alfil · f6 negres cavall · g6 negres peó · h6 blanques alfil · c5 negres peó · d5 blanques peó · b4 negres peó · e4 negres cavall · e3 blanques cavall · g3 blanques peó · a2 blanques peó · b2 blanques peó · c2 blanques dama · e2 blanques cavall · f2 blanques peó · g2 blanques alfil · h2 blanques peó · a1 blanques torre · d1 blanques torre · g1 blanques rei | d8 negres torre · e8 negres torre · g8 negres rei · b7 negres alfil · d7 negres dama · f7 negres peó · h7 negres peó · a6 negres peó · d6 negres alfil · f6 negres cavall · g6 negres peó · h6 blanques alfil · c5 negres peó · d5 blanques peó · b4 negres peó · e4 negres cavall · e3 blanques cavall · g3 blanques peó · a2 blanques peó · b2 blanques peó · c2 blanques dama · e2 blanques cavall · f2 blanques peó · g2 blanques alfil · h2 blanques peó · a1 blanques torre · d1 blanques torre · g1 blanques rei | 4 |
| 3 | d8 negres torre · e8 negres torre · g8 negres rei · b7 negres alfil · d7 negres dama · f7 negres peó · h7 negres peó · a6 negres peó · d6 negres alfil · f6 negres cavall · g6 negres peó · h6 blanques alfil · c5 negres peó · d5 blanques peó · b4 negres peó · e4 negres cavall · e3 blanques cavall · g3 blanques peó · a2 blanques peó · b2 blanques peó · c2 blanques dama · e2 blanques cavall · f2 blanques peó · g2 blanques alfil · h2 blanques peó · a1 blanques torre · d1 blanques torre · g1 blanques rei | d8 negres torre · e8 negres torre · g8 negres rei · b7 negres alfil · d7 negres dama · f7 negres peó · h7 negres peó · a6 negres peó · d6 negres alfil · f6 negres cavall · g6 negres peó · h6 blanques alfil · c5 negres peó · d5 blanques peó · b4 negres peó · e4 negres cavall · e3 blanques cavall · g3 blanques peó · a2 blanques peó · b2 blanques peó · c2 blanques dama · e2 blanques cavall · f2 blanques peó · g2 blanques alfil · h2 blanques peó · a1 blanques torre · d1 blanques torre · g1 blanques rei | d8 negres torre · e8 negres torre · g8 negres rei · b7 negres alfil · d7 negres dama · f7 negres peó · h7 negres peó · a6 negres peó · d6 negres alfil · f6 negres cavall · g6 negres peó · h6 blanques alfil · c5 negres peó · d5 blanques peó · b4 negres peó · e4 negres cavall · e3 blanques cavall · g3 blanques peó · a2 blanques peó · b2 blanques peó · c2 blanques dama · e2 blanques cavall · f2 blanques peó · g2 blanques alfil · h2 blanques peó · a1 blanques torre · d1 blanques torre · g1 blanques rei | d8 negres torre · e8 negres torre · g8 negres rei · b7 negres alfil · d7 negres dama · f7 negres peó · h7 negres peó · a6 negres peó · d6 negres alfil · f6 negres cavall · g6 negres peó · h6 blanques alfil · c5 negres peó · d5 blanques peó · b4 negres peó · e4 negres cavall · e3 blanques cavall · g3 blanques peó · a2 blanques peó · b2 blanques peó · c2 blanques dama · e2 blanques cavall · f2 blanques peó · g2 blanques alfil · h2 blanques peó · a1 blanques torre · d1 blanques torre · g1 blanques rei | d8 negres torre · e8 negres torre · g8 negres rei · b7 negres alfil · d7 negres dama · f7 negres peó · h7 negres peó · a6 negres peó · d6 negres alfil · f6 negres cavall · g6 negres peó · h6 blanques alfil · c5 negres peó · d5 blanques peó · b4 negres peó · e4 negres cavall · e3 blanques cavall · g3 blanques peó · a2 blanques peó · b2 blanques peó · c2 blanques dama · e2 blanques cavall · f2 blanques peó · g2 blanques alfil · h2 blanques peó · a1 blanques torre · d1 blanques torre · g1 blanques rei | d8 negres torre · e8 negres torre · g8 negres rei · b7 negres alfil · d7 negres dama · f7 negres peó · h7 negres peó · a6 negres peó · d6 negres alfil · f6 negres cavall · g6 negres peó · h6 blanques alfil · c5 negres peó · d5 blanques peó · b4 negres peó · e4 negres cavall · e3 blanques cavall · g3 blanques peó · a2 blanques peó · b2 blanques peó · c2 blanques dama · e2 blanques cavall · f2 blanques peó · g2 blanques alfil · h2 blanques peó · a1 blanques torre · d1 blanques torre · g1 blanques rei | d8 negres torre · e8 negres torre · g8 negres rei · b7 negres alfil · d7 negres dama · f7 negres peó · h7 negres peó · a6 negres peó · d6 negres alfil · f6 negres cavall · g6 negres peó · h6 blanques alfil · c5 negres peó · d5 blanques peó · b4 negres peó · e4 negres cavall · e3 blanques cavall · g3 blanques peó · a2 blanques peó · b2 blanques peó · c2 blanques dama · e2 blanques cavall · f2 blanques peó · g2 blanques alfil · h2 blanques peó · a1 blanques torre · d1 blanques torre · g1 blanques rei | d8 negres torre · e8 negres torre · g8 negres rei · b7 negres alfil · d7 negres dama · f7 negres peó · h7 negres peó · a6 negres peó · d6 negres alfil · f6 negres cavall · g6 negres peó · h6 blanques alfil · c5 negres peó · d5 blanques peó · b4 negres peó · e4 negres cavall · e3 blanques cavall · g3 blanques peó · a2 blanques peó · b2 blanques peó · c2 blanques dama · e2 blanques cavall · f2 blanques peó · g2 blanques alfil · h2 blanques peó · a1 blanques torre · d1 blanques torre · g1 blanques rei | 3 |
| 2 | d8 negres torre · e8 negres torre · g8 negres rei · b7 negres alfil · d7 negres dama · f7 negres peó · h7 negres peó · a6 negres peó · d6 negres alfil · f6 negres cavall · g6 negres peó · h6 blanques alfil · c5 negres peó · d5 blanques peó · b4 negres peó · e4 negres cavall · e3 blanques cavall · g3 blanques peó · a2 blanques peó · b2 blanques peó · c2 blanques dama · e2 blanques cavall · f2 blanques peó · g2 blanques alfil · h2 blanques peó · a1 blanques torre · d1 blanques torre · g1 blanques rei | d8 negres torre · e8 negres torre · g8 negres rei · b7 negres alfil · d7 negres dama · f7 negres peó · h7 negres peó · a6 negres peó · d6 negres alfil · f6 negres cavall · g6 negres peó · h6 blanques alfil · c5 negres peó · d5 blanques peó · b4 negres peó · e4 negres cavall · e3 blanques cavall · g3 blanques peó · a2 blanques peó · b2 blanques peó · c2 blanques dama · e2 blanques cavall · f2 blanques peó · g2 blanques alfil · h2 blanques peó · a1 blanques torre · d1 blanques torre · g1 blanques rei | d8 negres torre · e8 negres torre · g8 negres rei · b7 negres alfil · d7 negres dama · f7 negres peó · h7 negres peó · a6 negres peó · d6 negres alfil · f6 negres cavall · g6 negres peó · h6 blanques alfil · c5 negres peó · d5 blanques peó · b4 negres peó · e4 negres cavall · e3 blanques cavall · g3 blanques peó · a2 blanques peó · b2 blanques peó · c2 blanques dama · e2 blanques cavall · f2 blanques peó · g2 blanques alfil · h2 blanques peó · a1 blanques torre · d1 blanques torre · g1 blanques rei | d8 negres torre · e8 negres torre · g8 negres rei · b7 negres alfil · d7 negres dama · f7 negres peó · h7 negres peó · a6 negres peó · d6 negres alfil · f6 negres cavall · g6 negres peó · h6 blanques alfil · c5 negres peó · d5 blanques peó · b4 negres peó · e4 negres cavall · e3 blanques cavall · g3 blanques peó · a2 blanques peó · b2 blanques peó · c2 blanques dama · e2 blanques cavall · f2 blanques peó · g2 blanques alfil · h2 blanques peó · a1 blanques torre · d1 blanques torre · g1 blanques rei | d8 negres torre · e8 negres torre · g8 negres rei · b7 negres alfil · d7 negres dama · f7 negres peó · h7 negres peó · a6 negres peó · d6 negres alfil · f6 negres cavall · g6 negres peó · h6 blanques alfil · c5 negres peó · d5 blanques peó · b4 negres peó · e4 negres cavall · e3 blanques cavall · g3 blanques peó · a2 blanques peó · b2 blanques peó · c2 blanques dama · e2 blanques cavall · f2 blanques peó · g2 blanques alfil · h2 blanques peó · a1 blanques torre · d1 blanques torre · g1 blanques rei | d8 negres torre · e8 negres torre · g8 negres rei · b7 negres alfil · d7 negres dama · f7 negres peó · h7 negres peó · a6 negres peó · d6 negres alfil · f6 negres cavall · g6 negres peó · h6 blanques alfil · c5 negres peó · d5 blanques peó · b4 negres peó · e4 negres cavall · e3 blanques cavall · g3 blanques peó · a2 blanques peó · b2 blanques peó · c2 blanques dama · e2 blanques cavall · f2 blanques peó · g2 blanques alfil · h2 blanques peó · a1 blanques torre · d1 blanques torre · g1 blanques rei | d8 negres torre · e8 negres torre · g8 negres rei · b7 negres alfil · d7 negres dama · f7 negres peó · h7 negres peó · a6 negres peó · d6 negres alfil · f6 negres cavall · g6 negres peó · h6 blanques alfil · c5 negres peó · d5 blanques peó · b4 negres peó · e4 negres cavall · e3 blanques cavall · g3 blanques peó · a2 blanques peó · b2 blanques peó · c2 blanques dama · e2 blanques cavall · f2 blanques peó · g2 blanques alfil · h2 blanques peó · a1 blanques torre · d1 blanques torre · g1 blanques rei | d8 negres torre · e8 negres torre · g8 negres rei · b7 negres alfil · d7 negres dama · f7 negres peó · h7 negres peó · a6 negres peó · d6 negres alfil · f6 negres cavall · g6 negres peó · h6 blanques alfil · c5 negres peó · d5 blanques peó · b4 negres peó · e4 negres cavall · e3 blanques cavall · g3 blanques peó · a2 blanques peó · b2 blanques peó · c2 blanques dama · e2 blanques cavall · f2 blanques peó · g2 blanques alfil · h2 blanques peó · a1 blanques torre · d1 blanques torre · g1 blanques rei | 2 |
| 1 | d8 negres torre · e8 negres torre · g8 negres rei · b7 negres alfil · d7 negres dama · f7 negres peó · h7 negres peó · a6 negres peó · d6 negres alfil · f6 negres cavall · g6 negres peó · h6 blanques alfil · c5 negres peó · d5 blanques peó · b4 negres peó · e4 negres cavall · e3 blanques cavall · g3 blanques peó · a2 blanques peó · b2 blanques peó · c2 blanques dama · e2 blanques cavall · f2 blanques peó · g2 blanques alfil · h2 blanques peó · a1 blanques torre · d1 blanques torre · g1 blanques rei | d8 negres torre · e8 negres torre · g8 negres rei · b7 negres alfil · d7 negres dama · f7 negres peó · h7 negres peó · a6 negres peó · d6 negres alfil · f6 negres cavall · g6 negres peó · h6 blanques alfil · c5 negres peó · d5 blanques peó · b4 negres peó · e4 negres cavall · e3 blanques cavall · g3 blanques peó · a2 blanques peó · b2 blanques peó · c2 blanques dama · e2 blanques cavall · f2 blanques peó · g2 blanques alfil · h2 blanques peó · a1 blanques torre · d1 blanques torre · g1 blanques rei | d8 negres torre · e8 negres torre · g8 negres rei · b7 negres alfil · d7 negres dama · f7 negres peó · h7 negres peó · a6 negres peó · d6 negres alfil · f6 negres cavall · g6 negres peó · h6 blanques alfil · c5 negres peó · d5 blanques peó · b4 negres peó · e4 negres cavall · e3 blanques cavall · g3 blanques peó · a2 blanques peó · b2 blanques peó · c2 blanques dama · e2 blanques cavall · f2 blanques peó · g2 blanques alfil · h2 blanques peó · a1 blanques torre · d1 blanques torre · g1 blanques rei | d8 negres torre · e8 negres torre · g8 negres rei · b7 negres alfil · d7 negres dama · f7 negres peó · h7 negres peó · a6 negres peó · d6 negres alfil · f6 negres cavall · g6 negres peó · h6 blanques alfil · c5 negres peó · d5 blanques peó · b4 negres peó · e4 negres cavall · e3 blanques cavall · g3 blanques peó · a2 blanques peó · b2 blanques peó · c2 blanques dama · e2 blanques cavall · f2 blanques peó · g2 blanques alfil · h2 blanques peó · a1 blanques torre · d1 blanques torre · g1 blanques rei | d8 negres torre · e8 negres torre · g8 negres rei · b7 negres alfil · d7 negres dama · f7 negres peó · h7 negres peó · a6 negres peó · d6 negres alfil · f6 negres cavall · g6 negres peó · h6 blanques alfil · c5 negres peó · d5 blanques peó · b4 negres peó · e4 negres cavall · e3 blanques cavall · g3 blanques peó · a2 blanques peó · b2 blanques peó · c2 blanques dama · e2 blanques cavall · f2 blanques peó · g2 blanques alfil · h2 blanques peó · a1 blanques torre · d1 blanques torre · g1 blanques rei | d8 negres torre · e8 negres torre · g8 negres rei · b7 negres alfil · d7 negres dama · f7 negres peó · h7 negres peó · a6 negres peó · d6 negres alfil · f6 negres cavall · g6 negres peó · h6 blanques alfil · c5 negres peó · d5 blanques peó · b4 negres peó · e4 negres cavall · e3 blanques cavall · g3 blanques peó · a2 blanques peó · b2 blanques peó · c2 blanques dama · e2 blanques cavall · f2 blanques peó · g2 blanques alfil · h2 blanques peó · a1 blanques torre · d1 blanques torre · g1 blanques rei | d8 negres torre · e8 negres torre · g8 negres rei · b7 negres alfil · d7 negres dama · f7 negres peó · h7 negres peó · a6 negres peó · d6 negres alfil · f6 negres cavall · g6 negres peó · h6 blanques alfil · c5 negres peó · d5 blanques peó · b4 negres peó · e4 negres cavall · e3 blanques cavall · g3 blanques peó · a2 blanques peó · b2 blanques peó · c2 blanques dama · e2 blanques cavall · f2 blanques peó · g2 blanques alfil · h2 blanques peó · a1 blanques torre · d1 blanques torre · g1 blanques rei | d8 negres torre · e8 negres torre · g8 negres rei · b7 negres alfil · d7 negres dama · f7 negres peó · h7 negres peó · a6 negres peó · d6 negres alfil · f6 negres cavall · g6 negres peó · h6 blanques alfil · c5 negres peó · d5 blanques peó · b4 negres peó · e4 negres cavall · e3 blanques cavall · g3 blanques peó · a2 blanques peó · b2 blanques peó · c2 blanques dama · e2 blanques cavall · f2 blanques peó · g2 blanques alfil · h2 blanques peó · a1 blanques torre · d1 blanques torre · g1 blanques rei | 1 |
|   | a | b | c | d | e | f | g | h |   |

Cifuentes - Zviàguintsev, Obert de Wijk aan Zee 1995
1.d4 e6 2.Cf3 d5 3.c4 Cf6 4.Cc3 c6 5.e3 Cbd7 6.Dc2 b6 7.Ae2 Ab7 8.O-O Ae7 9.Td1 O-O 10.e4 dxe4 11.Cxe4 Dc7 12.Cc3 c5 13.d5 exd5 14.cxd5 a6 15.Ch4 g6 16.Ah6 Tfe8 17.Dd2 Ad6 18.g3 b5 19.Af3 b4 20.Ce2 Ce4 21.Dc2 Cdf6 22.Cg2 Dd7 23.Ce3 Tad8 24.Ag2? (vegeu el diagrama a l'esquerra) Zviàguintsev ara deixa anar un dels atacs de sacrifici més impressionants de la història dels escacs, sacrificant un cavall, una qualitat, i finalment la dama, per forçar el mat a un rei blanc a la sisena fila. Cxf2! 25.Rxf2 Txe3! 26.Axe3 Cg4+ 27.Tf3 Cxh2+ 28.Rf2 Cg4+ 29.Rf3 De6! 30.Af4 Te8 31.Dc4 De3+!! 32.Axe3 Txe3+ 33.Rxg4 Ac8+ 34.Rg5 h6+ 35.Rxh6 Te5 0-1 Les negres amenacen 36...Th5# i 36...Af8#, i les blanques no poden aturar ambdues amenaces. Aquesta va ser votada com la millor partida del seu volum al Chess Informant.
|   | a | b | c | d | e | f | g | h |   |
| 8 | d8 negres torre · g8 negres rei · f7 negres peó · h7 negres peó · c6 blanques peó · g6 negres peó · a4 blanques peó · b4 blanques peó · e4 negres peó · f4 blanques peó · b3 blanques cavall · d3 negres peó · g3 negres alfil · g2 blanques peó · a1 blanques torre · f1 blanques rei · g1 blanques dama · h1 negres dama | d8 negres torre · g8 negres rei · f7 negres peó · h7 negres peó · c6 blanques peó · g6 negres peó · a4 blanques peó · b4 blanques peó · e4 negres peó · f4 blanques peó · b3 blanques cavall · d3 negres peó · g3 negres alfil · g2 blanques peó · a1 blanques torre · f1 blanques rei · g1 blanques dama · h1 negres dama | d8 negres torre · g8 negres rei · f7 negres peó · h7 negres peó · c6 blanques peó · g6 negres peó · a4 blanques peó · b4 blanques peó · e4 negres peó · f4 blanques peó · b3 blanques cavall · d3 negres peó · g3 negres alfil · g2 blanques peó · a1 blanques torre · f1 blanques rei · g1 blanques dama · h1 negres dama | d8 negres torre · g8 negres rei · f7 negres peó · h7 negres peó · c6 blanques peó · g6 negres peó · a4 blanques peó · b4 blanques peó · e4 negres peó · f4 blanques peó · b3 blanques cavall · d3 negres peó · g3 negres alfil · g2 blanques peó · a1 blanques torre · f1 blanques rei · g1 blanques dama · h1 negres dama | d8 negres torre · g8 negres rei · f7 negres peó · h7 negres peó · c6 blanques peó · g6 negres peó · a4 blanques peó · b4 blanques peó · e4 negres peó · f4 blanques peó · b3 blanques cavall · d3 negres peó · g3 negres alfil · g2 blanques peó · a1 blanques torre · f1 blanques rei · g1 blanques dama · h1 negres dama | d8 negres torre · g8 negres rei · f7 negres peó · h7 negres peó · c6 blanques peó · g6 negres peó · a4 blanques peó · b4 blanques peó · e4 negres peó · f4 blanques peó · b3 blanques cavall · d3 negres peó · g3 negres alfil · g2 blanques peó · a1 blanques torre · f1 blanques rei · g1 blanques dama · h1 negres dama | d8 negres torre · g8 negres rei · f7 negres peó · h7 negres peó · c6 blanques peó · g6 negres peó · a4 blanques peó · b4 blanques peó · e4 negres peó · f4 blanques peó · b3 blanques cavall · d3 negres peó · g3 negres alfil · g2 blanques peó · a1 blanques torre · f1 blanques rei · g1 blanques dama · h1 negres dama | d8 negres torre · g8 negres rei · f7 negres peó · h7 negres peó · c6 blanques peó · g6 negres peó · a4 blanques peó · b4 blanques peó · e4 negres peó · f4 blanques peó · b3 blanques cavall · d3 negres peó · g3 negres alfil · g2 blanques peó · a1 blanques torre · f1 blanques rei · g1 blanques dama · h1 negres dama | 8 |
| 7 | d8 negres torre · g8 negres rei · f7 negres peó · h7 negres peó · c6 blanques peó · g6 negres peó · a4 blanques peó · b4 blanques peó · e4 negres peó · f4 blanques peó · b3 blanques cavall · d3 negres peó · g3 negres alfil · g2 blanques peó · a1 blanques torre · f1 blanques rei · g1 blanques dama · h1 negres dama | d8 negres torre · g8 negres rei · f7 negres peó · h7 negres peó · c6 blanques peó · g6 negres peó · a4 blanques peó · b4 blanques peó · e4 negres peó · f4 blanques peó · b3 blanques cavall · d3 negres peó · g3 negres alfil · g2 blanques peó · a1 blanques torre · f1 blanques rei · g1 blanques dama · h1 negres dama | d8 negres torre · g8 negres rei · f7 negres peó · h7 negres peó · c6 blanques peó · g6 negres peó · a4 blanques peó · b4 blanques peó · e4 negres peó · f4 blanques peó · b3 blanques cavall · d3 negres peó · g3 negres alfil · g2 blanques peó · a1 blanques torre · f1 blanques rei · g1 blanques dama · h1 negres dama | d8 negres torre · g8 negres rei · f7 negres peó · h7 negres peó · c6 blanques peó · g6 negres peó · a4 blanques peó · b4 blanques peó · e4 negres peó · f4 blanques peó · b3 blanques cavall · d3 negres peó · g3 negres alfil · g2 blanques peó · a1 blanques torre · f1 blanques rei · g1 blanques dama · h1 negres dama | d8 negres torre · g8 negres rei · f7 negres peó · h7 negres peó · c6 blanques peó · g6 negres peó · a4 blanques peó · b4 blanques peó · e4 negres peó · f4 blanques peó · b3 blanques cavall · d3 negres peó · g3 negres alfil · g2 blanques peó · a1 blanques torre · f1 blanques rei · g1 blanques dama · h1 negres dama | d8 negres torre · g8 negres rei · f7 negres peó · h7 negres peó · c6 blanques peó · g6 negres peó · a4 blanques peó · b4 blanques peó · e4 negres peó · f4 blanques peó · b3 blanques cavall · d3 negres peó · g3 negres alfil · g2 blanques peó · a1 blanques torre · f1 blanques rei · g1 blanques dama · h1 negres dama | d8 negres torre · g8 negres rei · f7 negres peó · h7 negres peó · c6 blanques peó · g6 negres peó · a4 blanques peó · b4 blanques peó · e4 negres peó · f4 blanques peó · b3 blanques cavall · d3 negres peó · g3 negres alfil · g2 blanques peó · a1 blanques torre · f1 blanques rei · g1 blanques dama · h1 negres dama | d8 negres torre · g8 negres rei · f7 negres peó · h7 negres peó · c6 blanques peó · g6 negres peó · a4 blanques peó · b4 blanques peó · e4 negres peó · f4 blanques peó · b3 blanques cavall · d3 negres peó · g3 negres alfil · g2 blanques peó · a1 blanques torre · f1 blanques rei · g1 blanques dama · h1 negres dama | 7 |
| 6 | d8 negres torre · g8 negres rei · f7 negres peó · h7 negres peó · c6 blanques peó · g6 negres peó · a4 blanques peó · b4 blanques peó · e4 negres peó · f4 blanques peó · b3 blanques cavall · d3 negres peó · g3 negres alfil · g2 blanques peó · a1 blanques torre · f1 blanques rei · g1 blanques dama · h1 negres dama | d8 negres torre · g8 negres rei · f7 negres peó · h7 negres peó · c6 blanques peó · g6 negres peó · a4 blanques peó · b4 blanques peó · e4 negres peó · f4 blanques peó · b3 blanques cavall · d3 negres peó · g3 negres alfil · g2 blanques peó · a1 blanques torre · f1 blanques rei · g1 blanques dama · h1 negres dama | d8 negres torre · g8 negres rei · f7 negres peó · h7 negres peó · c6 blanques peó · g6 negres peó · a4 blanques peó · b4 blanques peó · e4 negres peó · f4 blanques peó · b3 blanques cavall · d3 negres peó · g3 negres alfil · g2 blanques peó · a1 blanques torre · f1 blanques rei · g1 blanques dama · h1 negres dama | d8 negres torre · g8 negres rei · f7 negres peó · h7 negres peó · c6 blanques peó · g6 negres peó · a4 blanques peó · b4 blanques peó · e4 negres peó · f4 blanques peó · b3 blanques cavall · d3 negres peó · g3 negres alfil · g2 blanques peó · a1 blanques torre · f1 blanques rei · g1 blanques dama · h1 negres dama | d8 negres torre · g8 negres rei · f7 negres peó · h7 negres peó · c6 blanques peó · g6 negres peó · a4 blanques peó · b4 blanques peó · e4 negres peó · f4 blanques peó · b3 blanques cavall · d3 negres peó · g3 negres alfil · g2 blanques peó · a1 blanques torre · f1 blanques rei · g1 blanques dama · h1 negres dama | d8 negres torre · g8 negres rei · f7 negres peó · h7 negres peó · c6 blanques peó · g6 negres peó · a4 blanques peó · b4 blanques peó · e4 negres peó · f4 blanques peó · b3 blanques cavall · d3 negres peó · g3 negres alfil · g2 blanques peó · a1 blanques torre · f1 blanques rei · g1 blanques dama · h1 negres dama | d8 negres torre · g8 negres rei · f7 negres peó · h7 negres peó · c6 blanques peó · g6 negres peó · a4 blanques peó · b4 blanques peó · e4 negres peó · f4 blanques peó · b3 blanques cavall · d3 negres peó · g3 negres alfil · g2 blanques peó · a1 blanques torre · f1 blanques rei · g1 blanques dama · h1 negres dama | d8 negres torre · g8 negres rei · f7 negres peó · h7 negres peó · c6 blanques peó · g6 negres peó · a4 blanques peó · b4 blanques peó · e4 negres peó · f4 blanques peó · b3 blanques cavall · d3 negres peó · g3 negres alfil · g2 blanques peó · a1 blanques torre · f1 blanques rei · g1 blanques dama · h1 negres dama | 6 |
| 5 | d8 negres torre · g8 negres rei · f7 negres peó · h7 negres peó · c6 blanques peó · g6 negres peó · a4 blanques peó · b4 blanques peó · e4 negres peó · f4 blanques peó · b3 blanques cavall · d3 negres peó · g3 negres alfil · g2 blanques peó · a1 blanques torre · f1 blanques rei · g1 blanques dama · h1 negres dama | d8 negres torre · g8 negres rei · f7 negres peó · h7 negres peó · c6 blanques peó · g6 negres peó · a4 blanques peó · b4 blanques peó · e4 negres peó · f4 blanques peó · b3 blanques cavall · d3 negres peó · g3 negres alfil · g2 blanques peó · a1 blanques torre · f1 blanques rei · g1 blanques dama · h1 negres dama | d8 negres torre · g8 negres rei · f7 negres peó · h7 negres peó · c6 blanques peó · g6 negres peó · a4 blanques peó · b4 blanques peó · e4 negres peó · f4 blanques peó · b3 blanques cavall · d3 negres peó · g3 negres alfil · g2 blanques peó · a1 blanques torre · f1 blanques rei · g1 blanques dama · h1 negres dama | d8 negres torre · g8 negres rei · f7 negres peó · h7 negres peó · c6 blanques peó · g6 negres peó · a4 blanques peó · b4 blanques peó · e4 negres peó · f4 blanques peó · b3 blanques cavall · d3 negres peó · g3 negres alfil · g2 blanques peó · a1 blanques torre · f1 blanques rei · g1 blanques dama · h1 negres dama | d8 negres torre · g8 negres rei · f7 negres peó · h7 negres peó · c6 blanques peó · g6 negres peó · a4 blanques peó · b4 blanques peó · e4 negres peó · f4 blanques peó · b3 blanques cavall · d3 negres peó · g3 negres alfil · g2 blanques peó · a1 blanques torre · f1 blanques rei · g1 blanques dama · h1 negres dama | d8 negres torre · g8 negres rei · f7 negres peó · h7 negres peó · c6 blanques peó · g6 negres peó · a4 blanques peó · b4 blanques peó · e4 negres peó · f4 blanques peó · b3 blanques cavall · d3 negres peó · g3 negres alfil · g2 blanques peó · a1 blanques torre · f1 blanques rei · g1 blanques dama · h1 negres dama | d8 negres torre · g8 negres rei · f7 negres peó · h7 negres peó · c6 blanques peó · g6 negres peó · a4 blanques peó · b4 blanques peó · e4 negres peó · f4 blanques peó · b3 blanques cavall · d3 negres peó · g3 negres alfil · g2 blanques peó · a1 blanques torre · f1 blanques rei · g1 blanques dama · h1 negres dama | d8 negres torre · g8 negres rei · f7 negres peó · h7 negres peó · c6 blanques peó · g6 negres peó · a4 blanques peó · b4 blanques peó · e4 negres peó · f4 blanques peó · b3 blanques cavall · d3 negres peó · g3 negres alfil · g2 blanques peó · a1 blanques torre · f1 blanques rei · g1 blanques dama · h1 negres dama | 5 |
| 4 | d8 negres torre · g8 negres rei · f7 negres peó · h7 negres peó · c6 blanques peó · g6 negres peó · a4 blanques peó · b4 blanques peó · e4 negres peó · f4 blanques peó · b3 blanques cavall · d3 negres peó · g3 negres alfil · g2 blanques peó · a1 blanques torre · f1 blanques rei · g1 blanques dama · h1 negres dama | d8 negres torre · g8 negres rei · f7 negres peó · h7 negres peó · c6 blanques peó · g6 negres peó · a4 blanques peó · b4 blanques peó · e4 negres peó · f4 blanques peó · b3 blanques cavall · d3 negres peó · g3 negres alfil · g2 blanques peó · a1 blanques torre · f1 blanques rei · g1 blanques dama · h1 negres dama | d8 negres torre · g8 negres rei · f7 negres peó · h7 negres peó · c6 blanques peó · g6 negres peó · a4 blanques peó · b4 blanques peó · e4 negres peó · f4 blanques peó · b3 blanques cavall · d3 negres peó · g3 negres alfil · g2 blanques peó · a1 blanques torre · f1 blanques rei · g1 blanques dama · h1 negres dama | d8 negres torre · g8 negres rei · f7 negres peó · h7 negres peó · c6 blanques peó · g6 negres peó · a4 blanques peó · b4 blanques peó · e4 negres peó · f4 blanques peó · b3 blanques cavall · d3 negres peó · g3 negres alfil · g2 blanques peó · a1 blanques torre · f1 blanques rei · g1 blanques dama · h1 negres dama | d8 negres torre · g8 negres rei · f7 negres peó · h7 negres peó · c6 blanques peó · g6 negres peó · a4 blanques peó · b4 blanques peó · e4 negres peó · f4 blanques peó · b3 blanques cavall · d3 negres peó · g3 negres alfil · g2 blanques peó · a1 blanques torre · f1 blanques rei · g1 blanques dama · h1 negres dama | d8 negres torre · g8 negres rei · f7 negres peó · h7 negres peó · c6 blanques peó · g6 negres peó · a4 blanques peó · b4 blanques peó · e4 negres peó · f4 blanques peó · b3 blanques cavall · d3 negres peó · g3 negres alfil · g2 blanques peó · a1 blanques torre · f1 blanques rei · g1 blanques dama · h1 negres dama | d8 negres torre · g8 negres rei · f7 negres peó · h7 negres peó · c6 blanques peó · g6 negres peó · a4 blanques peó · b4 blanques peó · e4 negres peó · f4 blanques peó · b3 blanques cavall · d3 negres peó · g3 negres alfil · g2 blanques peó · a1 blanques torre · f1 blanques rei · g1 blanques dama · h1 negres dama | d8 negres torre · g8 negres rei · f7 negres peó · h7 negres peó · c6 blanques peó · g6 negres peó · a4 blanques peó · b4 blanques peó · e4 negres peó · f4 blanques peó · b3 blanques cavall · d3 negres peó · g3 negres alfil · g2 blanques peó · a1 blanques torre · f1 blanques rei · g1 blanques dama · h1 negres dama | 4 |
| 3 | d8 negres torre · g8 negres rei · f7 negres peó · h7 negres peó · c6 blanques peó · g6 negres peó · a4 blanques peó · b4 blanques peó · e4 negres peó · f4 blanques peó · b3 blanques cavall · d3 negres peó · g3 negres alfil · g2 blanques peó · a1 blanques torre · f1 blanques rei · g1 blanques dama · h1 negres dama | d8 negres torre · g8 negres rei · f7 negres peó · h7 negres peó · c6 blanques peó · g6 negres peó · a4 blanques peó · b4 blanques peó · e4 negres peó · f4 blanques peó · b3 blanques cavall · d3 negres peó · g3 negres alfil · g2 blanques peó · a1 blanques torre · f1 blanques rei · g1 blanques dama · h1 negres dama | d8 negres torre · g8 negres rei · f7 negres peó · h7 negres peó · c6 blanques peó · g6 negres peó · a4 blanques peó · b4 blanques peó · e4 negres peó · f4 blanques peó · b3 blanques cavall · d3 negres peó · g3 negres alfil · g2 blanques peó · a1 blanques torre · f1 blanques rei · g1 blanques dama · h1 negres dama | d8 negres torre · g8 negres rei · f7 negres peó · h7 negres peó · c6 blanques peó · g6 negres peó · a4 blanques peó · b4 blanques peó · e4 negres peó · f4 blanques peó · b3 blanques cavall · d3 negres peó · g3 negres alfil · g2 blanques peó · a1 blanques torre · f1 blanques rei · g1 blanques dama · h1 negres dama | d8 negres torre · g8 negres rei · f7 negres peó · h7 negres peó · c6 blanques peó · g6 negres peó · a4 blanques peó · b4 blanques peó · e4 negres peó · f4 blanques peó · b3 blanques cavall · d3 negres peó · g3 negres alfil · g2 blanques peó · a1 blanques torre · f1 blanques rei · g1 blanques dama · h1 negres dama | d8 negres torre · g8 negres rei · f7 negres peó · h7 negres peó · c6 blanques peó · g6 negres peó · a4 blanques peó · b4 blanques peó · e4 negres peó · f4 blanques peó · b3 blanques cavall · d3 negres peó · g3 negres alfil · g2 blanques peó · a1 blanques torre · f1 blanques rei · g1 blanques dama · h1 negres dama | d8 negres torre · g8 negres rei · f7 negres peó · h7 negres peó · c6 blanques peó · g6 negres peó · a4 blanques peó · b4 blanques peó · e4 negres peó · f4 blanques peó · b3 blanques cavall · d3 negres peó · g3 negres alfil · g2 blanques peó · a1 blanques torre · f1 blanques rei · g1 blanques dama · h1 negres dama | d8 negres torre · g8 negres rei · f7 negres peó · h7 negres peó · c6 blanques peó · g6 negres peó · a4 blanques peó · b4 blanques peó · e4 negres peó · f4 blanques peó · b3 blanques cavall · d3 negres peó · g3 negres alfil · g2 blanques peó · a1 blanques torre · f1 blanques rei · g1 blanques dama · h1 negres dama | 3 |
| 2 | d8 negres torre · g8 negres rei · f7 negres peó · h7 negres peó · c6 blanques peó · g6 negres peó · a4 blanques peó · b4 blanques peó · e4 negres peó · f4 blanques peó · b3 blanques cavall · d3 negres peó · g3 negres alfil · g2 blanques peó · a1 blanques torre · f1 blanques rei · g1 blanques dama · h1 negres dama | d8 negres torre · g8 negres rei · f7 negres peó · h7 negres peó · c6 blanques peó · g6 negres peó · a4 blanques peó · b4 blanques peó · e4 negres peó · f4 blanques peó · b3 blanques cavall · d3 negres peó · g3 negres alfil · g2 blanques peó · a1 blanques torre · f1 blanques rei · g1 blanques dama · h1 negres dama | d8 negres torre · g8 negres rei · f7 negres peó · h7 negres peó · c6 blanques peó · g6 negres peó · a4 blanques peó · b4 blanques peó · e4 negres peó · f4 blanques peó · b3 blanques cavall · d3 negres peó · g3 negres alfil · g2 blanques peó · a1 blanques torre · f1 blanques rei · g1 blanques dama · h1 negres dama | d8 negres torre · g8 negres rei · f7 negres peó · h7 negres peó · c6 blanques peó · g6 negres peó · a4 blanques peó · b4 blanques peó · e4 negres peó · f4 blanques peó · b3 blanques cavall · d3 negres peó · g3 negres alfil · g2 blanques peó · a1 blanques torre · f1 blanques rei · g1 blanques dama · h1 negres dama | d8 negres torre · g8 negres rei · f7 negres peó · h7 negres peó · c6 blanques peó · g6 negres peó · a4 blanques peó · b4 blanques peó · e4 negres peó · f4 blanques peó · b3 blanques cavall · d3 negres peó · g3 negres alfil · g2 blanques peó · a1 blanques torre · f1 blanques rei · g1 blanques dama · h1 negres dama | d8 negres torre · g8 negres rei · f7 negres peó · h7 negres peó · c6 blanques peó · g6 negres peó · a4 blanques peó · b4 blanques peó · e4 negres peó · f4 blanques peó · b3 blanques cavall · d3 negres peó · g3 negres alfil · g2 blanques peó · a1 blanques torre · f1 blanques rei · g1 blanques dama · h1 negres dama | d8 negres torre · g8 negres rei · f7 negres peó · h7 negres peó · c6 blanques peó · g6 negres peó · a4 blanques peó · b4 blanques peó · e4 negres peó · f4 blanques peó · b3 blanques cavall · d3 negres peó · g3 negres alfil · g2 blanques peó · a1 blanques torre · f1 blanques rei · g1 blanques dama · h1 negres dama | d8 negres torre · g8 negres rei · f7 negres peó · h7 negres peó · c6 blanques peó · g6 negres peó · a4 blanques peó · b4 blanques peó · e4 negres peó · f4 blanques peó · b3 blanques cavall · d3 negres peó · g3 negres alfil · g2 blanques peó · a1 blanques torre · f1 blanques rei · g1 blanques dama · h1 negres dama | 2 |
| 1 | d8 negres torre · g8 negres rei · f7 negres peó · h7 negres peó · c6 blanques peó · g6 negres peó · a4 blanques peó · b4 blanques peó · e4 negres peó · f4 blanques peó · b3 blanques cavall · d3 negres peó · g3 negres alfil · g2 blanques peó · a1 blanques torre · f1 blanques rei · g1 blanques dama · h1 negres dama | d8 negres torre · g8 negres rei · f7 negres peó · h7 negres peó · c6 blanques peó · g6 negres peó · a4 blanques peó · b4 blanques peó · e4 negres peó · f4 blanques peó · b3 blanques cavall · d3 negres peó · g3 negres alfil · g2 blanques peó · a1 blanques torre · f1 blanques rei · g1 blanques dama · h1 negres dama | d8 negres torre · g8 negres rei · f7 negres peó · h7 negres peó · c6 blanques peó · g6 negres peó · a4 blanques peó · b4 blanques peó · e4 negres peó · f4 blanques peó · b3 blanques cavall · d3 negres peó · g3 negres alfil · g2 blanques peó · a1 blanques torre · f1 blanques rei · g1 blanques dama · h1 negres dama | d8 negres torre · g8 negres rei · f7 negres peó · h7 negres peó · c6 blanques peó · g6 negres peó · a4 blanques peó · b4 blanques peó · e4 negres peó · f4 blanques peó · b3 blanques cavall · d3 negres peó · g3 negres alfil · g2 blanques peó · a1 blanques torre · f1 blanques rei · g1 blanques dama · h1 negres dama | d8 negres torre · g8 negres rei · f7 negres peó · h7 negres peó · c6 blanques peó · g6 negres peó · a4 blanques peó · b4 blanques peó · e4 negres peó · f4 blanques peó · b3 blanques cavall · d3 negres peó · g3 negres alfil · g2 blanques peó · a1 blanques torre · f1 blanques rei · g1 blanques dama · h1 negres dama | d8 negres torre · g8 negres rei · f7 negres peó · h7 negres peó · c6 blanques peó · g6 negres peó · a4 blanques peó · b4 blanques peó · e4 negres peó · f4 blanques peó · b3 blanques cavall · d3 negres peó · g3 negres alfil · g2 blanques peó · a1 blanques torre · f1 blanques rei · g1 blanques dama · h1 negres dama | d8 negres torre · g8 negres rei · f7 negres peó · h7 negres peó · c6 blanques peó · g6 negres peó · a4 blanques peó · b4 blanques peó · e4 negres peó · f4 blanques peó · b3 blanques cavall · d3 negres peó · g3 negres alfil · g2 blanques peó · a1 blanques torre · f1 blanques rei · g1 blanques dama · h1 negres dama | d8 negres torre · g8 negres rei · f7 negres peó · h7 negres peó · c6 blanques peó · g6 negres peó · a4 blanques peó · b4 blanques peó · e4 negres peó · f4 blanques peó · b3 blanques cavall · d3 negres peó · g3 negres alfil · g2 blanques peó · a1 blanques torre · f1 blanques rei · g1 blanques dama · h1 negres dama | 1 |
|   | a | b | c | d | e | f | g | h |   |

La següent és una altra partida brillant de Zviàguintsev, aquest cop contra el Gran Mestre d'elit Vladímir Malàkhov:
Malàkhov (2700) - Zviàguintsev (2654), 5è Torneig Kàrpov, Poikovsky 2004
1.Cf3 Cf6 2.c4 g6 3.Cc3 Ag7 4.e4 d6 5.Ae2 O-O 6.O-O e5 7.d4 Cc6 8.d5 Ce7 9.Cd2 a5 10.a3 Ad7 11.b3 c6 12.Ab2 Db6 13.dxc6 bxc6 14.Ca4 Dc7 15.c5 d5 16.Cb6 Tad8 17.Ac3 Cxe4 18.Cxe4 dxe4 19.Axa5 Cf5 20.Cc4 Db8 21.Axd8 Txd8 22.b4 Ae6 23.De1 Cd4 24.Ca5 Dc8 25.Td1 Ah6 26.Rh1 Af4 27.a4 Ad5 28.Ac4 Cf3! 29.De2 Cxh2 30.Axd5 cxd5 31.f3 Cxf1 32.Txf1 e3 33.c6 d4 34.Td1 Ag3 35.f4 e4 36.Cb3 d3 37.Dxe3 Dg4 38.Tb1 Dh4+ 39.Rg1 Dh2+ 40.Rf1 Dh1+ 41.Dg1 (vegeu el diagrama a l'esquerra) e3!! 42.Dxh1 e2+ 43.Rg1 d2 0-1 Les blanques, amb dama d'avantatge, no poden fer res contra el dos peons passats i lligats de les negres, per exemple, 44.Cxd2 Txd2 45.Tel Td1! Aquesta fou votada com la quarta millor partida al Volum 90 del Chess Informant.
La següent partida demostra l'estil tàctic i oportunista de Zviàguintsev; les blanques sondegen les defenses del negre al flanc de rei, al de dama i en última instància, al centre, obligant a una sèrie de debilitats que acaben en desastre.
Zviàguintsev,V (2635) - Seirawan,Y (2630) [D63]
FIDE WCh KO Groningen (3.4), 16.12.1997
1.d4 Cf6 2.c4 e6 3.Cc3 d5 4.Ag5 Cbd7 5.Cf3 h6 6.Ah4 Ae7 7.e3 0-0 8.Tc1 a6 9.b3 b6 10.cxd5 exd5 11.Ad3 Ab7 12.Af5 g6 13.Ah3 Te8 14.0-0 Cf8 15.Ce5 C6h7 16.Axe7 Txe7 17.g3 Dd6 18.Ag2 Td8 19.Dc2 Ce6 20.Tfd1 Rg7 21.Db2 f6 22.Cd3 Chf8 23.b4 g5 24.Cc5 bxc5 25.bxc5 Dc6 26.e4 Ted7 27.exd5 Txd5 28.Cxd5 Txd5 29.Tb1 Cd8 30.De2 Dd7 31.Txb7 Cxb7 32.c6 Dxc6 33.De7+ Rg8 34.De4 1-0